# Giovanni Maria Bononcini
Giovanni María Bononcini, bautizado en Montecorone, cerca de Módena el 23 de septiembre de 1642 y muerto en Módena el 18 de noviembre de 1678. Compositor y violinista italiano padre de una dinastía musical, los compositores Giovanni Battista Bononcini y Antonio Maria Bononcini, eran hijos suyos.
Fue compositor de la Corte de Módena y más tarde maestro de capilla en San Giovanni in Monte y San Petronio de Bolonia. Al mismo tiempo era miembro de la Academia Filarmónica de esta ciudad, puesto que abandonó en 1671 al ser admitido como violinista en la Corte de Módena. Desde 1674 hasta el año de su muerte en 1678 fue maestro de capilla de la Catedral de Módena sucediendo a éste, el compositor Giuseppe Colombi.
La obra de Giovanni Maria Bononcini, es sobre todo instrumental, en sus Trattenimenti, establece ya claramente una distinción entre los géneros da chiesa y da camera; además, contribuyó a hacer progresar la cantata con voz solista de estilo bolonés, en la que los instrumentos son solicitados constantemente y las partes vocales están dominadas por esquemas instrumentales.

## Su obra
- Música instrumental: 9 libros de piezas diversas (balleti, sonatas, sinfonías, danzas…), Trattenimenti musicali a 3-4 stromenti, Bolonia, 1675.
- Música vocal: Madrigales a 5 voces y Arie; 2 libros de Cantate per camera a voce sola (1677-78); un dramma da camera, I primi voli dell’aquila Austriaca del soglio imperiale alla gloria, Módena, 1667.

- Datos: Q957648